# Maculonaclia lokoba
Maculonaclia lokoba là một loài bướm đêm thuộc phân họ Arctiinae, họ Erebidae.